# Punjab Kesari

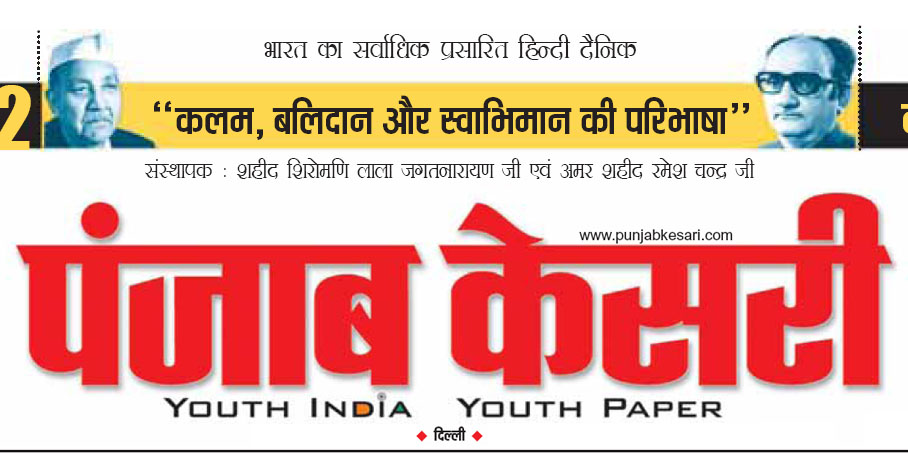
Punjab Kesari: Хінді мову щодня

Punjab Kesari — щоденна хінді-мовна газета, що видається в багатьох містах на території індійських штатів Пенджаб і Хар'яна. Газета виходить тиражем в діапазоні 500—1000 тис. примірників та є однією з найпопулярніших хінді-мовних газет країни.